# 托盧 (肯塔基州)
托盧（英語：Tolu）是位於美國肯塔基州克里坦登縣的一個人口普查指定地區。

## 人口
根據2020年美國人口普查的數據，托盧的面積為0.90平方千米，當中陸地面積為0.90平方千米，而水域面積為0.00平方千米。當地共有人口81人，而人口密度為每平方千米90人。